# Maison Maynard
La maison Maynard est une maison située à Lagrasse, en France.

## Localisation
La maison est située sur la commune de Lagrasse, dans le département français de l'Aude.

## Historique
L'édifice est inscrit au titre des monuments historiques en 1931.